# Bryan Hines
Bryan Hines (Kentucky, Estados Unidos, 14 de mayo de 1896-10 de septiembre de 1964) fue un deportista estadounidense especialista en lucha libre olímpica donde llegó a ser medallista de bronce olímpico en París 1924.

## Carrera deportiva
En los Juegos Olímpicos de 1924 celebrados en París ganó la medalla de bronce en lucha libre olímpica estilo peso gallo, siendo superado por los luchadores finlandeses Kustaa Pihlajamäki (oro) y Kaarlo Mäkinen (plata).